# Ernest Friedrich Gilg
Ernest (o Ernst) Friedrich Gilg (Baden-Württemberg, 12 gennaio 1867 – Berlino, 11 ottobre 1933) è stato un botanico tedesco.

## Biografia
Gilg fu curatore del Museo botanico di Berlino. Con il botanico Adolf Engler, fu coautore e pubblicò un catalogo sulle famiglie botaniche - "Syllabus der Pflanzenfamilien" (8ª edizione 1919). Fornì contributi a "Das Pflanzenreich" di Egler, (ad esempio la sezione sulla famiglia Monimiaceae). Il genere dell'erba di Poaceae, Gilgiochloa, fu nominato in suo onore. Sua moglie, Charlotte Gilg-Benedict (1872-1936), fu coautrice in alcune delle sue pubblicazioni scrivendo con l'abbreviazione dell'autore Gilg-Ben.

## Opere
- Pharmazeutische Warenkunde, 1911
- Grundzüge der Botanik für Pharmazeuten, 1921
- Lehrbuch der Pharmakognosie, Digital edition 1905; 2ª edizione 1910; 3ª edizione 1922

Nel corso della sua vita, Gilg fu autore o coautore binomiale di molte specie di piante. Ha nominato 42 specie, sottospecie e sottofamiglie di varie erbe.